# 愛の寓意 (ヴェロネーゼ)
『愛の寓意』（あいのぐうい、伊: Allegorie d'amore, 英: Allegories of Love）は、イタリア、ルネサンス期のヴェネツィア派の画家パオロ・ヴェロネーゼが1575年頃に制作した絵画である。油彩。ヴェロネーゼの代表作の1つで、4点の寓意画の連作として制作された。主題は愛の試練に関する寓意と考えられているが、多くの議論に関わらずその正確な意味は依然として不明なままである。4点の寓意画はそれぞれ『不貞』『侮蔑』『尊重』『幸福なる合一』と呼ばれているが、現在のタイトルはオリジナルではなく、18世紀になってからつけられたものである。神聖ローマ皇帝ルドルフ2世、スウェーデン女王クリスティーナ、オルレアン公フィリップ1世、ダーンリー伯爵家のコレクションに所属したのち、現在はロンドンのナショナル・ギャラリーに所蔵されている。またニューヨークのメトロポリタン美術館に4作品の準備習作が所蔵されている。

## 作品
4作品の構図はいずれもローアングルから描いており、下から見上げるようにして鑑賞されることを意図してデザインされているため、天井の装飾に用いられた絵画であると分かる。ヴェロネーゼは構図の下部をカットしたらしく、人物像の足が見えない場合もある。これらの特徴は天井に飾られた場合は適切に機能するが、壁に飾られた場合は鑑賞者を戸惑わせる。絵画の構図はいずれも絵画を相互に関連づける際に役立つ対角線を形成している。連作は特定の順序で鑑賞することを意図しておらず、明確な物語の展開はない。発注者については不明である。おそらくはヴェネツィアの裕福な貴族であったと考えられている。神聖ローマ皇帝とする意見もあるが、1620年代まで連作がイタリアにあったと考えるに足る根拠があるため、前者の説がより有力である。主題は愛の試練と報酬に関連しているため、絵画は宮殿の夫と妻の部屋を飾るために制作されたらしい。絵画は単一の大きな天井のためではなく、1組になっている4つの部屋の天井を飾るために制作されたと思われる。その根拠として、4作品がいずれも同じ方向から光が落ちていることが挙げられる。多くの宮殿では夫と妻のために1組の平行した控室と寝室があったため、連作のうち2枚を夫の控室と寝室に、残りの2枚を妻の控室と寝室にあてられたと考えられる。実際に連作は『不貞』と『幸福なる合一』、『侮蔑』と『尊重』の2つの対作品に分割されたと考えられている。

### 『不貞』
『不貞』（Lnfedeltà, infidelity）では、裸の女性が鑑賞者に背を向けて岩の上に座っている。彼女の両側には2人の男性がおり、画面右の成熟した男性は女性の右手を取って同じ岩の上に座っている。しかし女性は上半身を男性の方に向けてはいるが、顔と下肢は画面左のもう1人の若い宮廷風の衣装を着た男性の方を向き、密かに若い男性と手紙を交換している。彼女が相手に手紙を渡しているのか、それとも男性が彼女に渡しているのかは明瞭ではない。手紙には「1人が所有する」あるいは「誰が私を所有しているか」を意味すると思われる1文が赤い文字で記されている。女性像よりも一段低い場所では『幸福なる合一』に描かれているのとよく似た子供が女性像と同じポーズで座り、彼女を見上げながら女性像の足に抱きついている。一方、男性のそばにはキューピッドがおり、クラヴィコードを演奏している。このように、女性像は2人の男性および1人の子供と身体的につながり、女性像の曲げられた腕は背景の曲った樹木の幹と共鳴している。

### 『侮蔑』
『侮蔑』（Disprezzo, Scorn）は連作中、最も解釈が難しい作品である。裸の男性像が2つの彫刻で飾られた古代の建築物の上に横たわっている。男性が横たわっているのはエンタブラチュアであるが、古代の建築物は今はもう廃墟と化し、複数の柱と柱頭によって支えられていたであろうエンタブラチュアも崩落してしまっている。2つの彫刻のうちの1つは手足が欠けたサテュロスまたは牧神パーンであり、もう1つは壁龕にパンパイプを持っている立っている人物像である。古代神話ではこれらの神話的存在は女性に対する暴力的な略奪および性的関心と関連していた。男性像の胸の上ではキューピッドが立ち、手にした弓を振り上げて男性を殴っている。弓の弦は切れており、愛そのものが壊れていることを暗示している。キューピッドは男性が快楽主義的な性欲に傾倒しているために非難しているらしい。
画面右端には緑色の衣服を着てシロテンを持った女性像と、胸をはだけた女性像が立っている。後者は隣の服を着た女性に手を引かれて、連れて行かれようとしているが、キューピッドに打たれている男性を見つめている。シロテンはこの動物は妊婦を守護すると信じられていたため、純粋さや節度、妊娠、出産を象徴した。手をつないだ2人の女性像はいくつかの解釈が可能である。より性格が明らかなのはシロテンを伴った服を着た女性像であり、貞節を意味する。シロテンは万能の芸術家レオナルド・ダ・ヴィンチが『白貂を抱く貴婦人』で女性を表現するために描いている。
おそらく彼女たちはティツィアーノ・ヴェチェッリオがボルゲーゼ美術館の『聖愛と俗愛』でも表現しているように、愛についての同時代の新プラトン主義の考えに関連している。すなわち彼女たちは手をつなぐことで不可分に統合されると同時に、愛情と欲望との間で分裂している2つの愛、天上の愛と地上の愛を表していると考えられる。

### 『尊重』
『尊重』（Rispetto, Respect）では、画面の中央の2人男性像と1人の裸婦像との間にキューピッドが立っている。キューピッドの右手は画面左側に立っている男性像の腰の剣（男性器の象徴）をつかんで、画面右でベッドの上に裸で横たわって眠る女性像に導こうとしており、一方の左手に持った矢の先端で女性の性器を指している。ベッドのそばにはワイングラスらしきものが置かれており、女性がワインを飲んで酩酊して眠っていることを暗示している。男性像の険しい表情は彼がジレンマに苦しんでいることを表しており、背後にいるもう1人の男性は彼の右腕を両手でしっかりとつかみ、男性像を静止しているか、あるいは引きずって女性像から引き離そうとしている。
絵画はおそらく性的な誘惑と自制心に関係しており、男性は女性が眠っているために、女性に対する敬意から誘惑に抵抗している。アーチ状の天井のモザイクは一説によると「スキピオの禁欲」を描いたものである。これはスキピオ・アフリカヌスが女性の捕虜に手を出さずに家族に送り返したというエピソードである。

### 『幸福なる合一』
『幸福なる合一』（Felice Unione, Happy Union）では、1組の夫婦が大きな石の球体の上に座した裸の女性と少年によって結合されている。おそらく裸婦はヴィーナスであり、少年はキューピッドと考えられているが、少年の背中に翼はなく、両者ともに明確なアトリビュートを欠いている。夫婦の結合は裸の女性像によって月桂冠で祝福され、夫婦は平和の象徴であるオリーブの枝を2人で持っている。少年が女性に付けている金の鎖はおそらく結婚を意味しており、一方の男性は手首に細い金の鎖のブレスレットを身に着けている。さらに少年のそばにいる犬は忠実の象徴である。
ただし、石の球体に座っている女性像はヴィーナスではなく運命の女神フォルトゥーナを表している可能性がある。フォルトゥーナは通常不安定な球体とともに描かれる。彼女の足の下には豊穣の角が置かれている。対角線の構図は特に『幸福なる合一』で顕著である。

## 来歴
アンソニー・ヴァン・ダイクがイタリア滞在中に連作のうち『不貞』と『尊重』の2作品を模写しているため（大英博物館所蔵）、1620年代はまだイタリア国内に留まっていたようだが、1637年にはプラハの神聖ローマ皇帝ルドルフ2世のコレクションの目録に記録され、1648年にはプラハの戦いによる略奪でスウェーデン軍によってプラハ城から持ち去られたのち、女王クリスティーナのコレクションとなった。その後、絵画はパリのオルレアン・コレクションに加わるが、フランス革命後にロンドンで売却され、第4代ダーンリー伯爵ジョン・ブライによって購入された。ダーンリー伯爵は他にもティツィアーノ・ヴェチェッリオの『男の肖像』（Ritratto d'uomo）、『エウロペの略奪』（Ratto di Europa）、『ヴィーナスとアドニス』（Venere e Adone）の1560年頃のヴァリアント、ティントレットの『天の川の起源』（Origine della Via Lattea）といった絵画を購入しており、ダーンリー伯爵が所有するケント州コブハムのコブハム・ホールで飾られた。ナショナル・ギャラリーが第6代ダーンリー伯ジョン・ブライから『愛の寓意』を5,000ポンド、ティントレットの『天の川の起源』を1,310ポンドと10シリングで購入したのは1890年のことである。

## 素描
メトロポリタン美術館に本作品の準備習作が所蔵されている。ヴェロネーゼは1枚の紙に連作で使用するモチーフを模索しているが、驚くべきことに、連作で登場する諸要素のすべてが素早く描かれている。ヴェロネーゼが人物像を様々な角度で描いていることから、粘土像を用いて研究したことが窺える。

## ギャラリ－
ダーンリー伯爵家が所有した絵画は主に以下の作品がある。

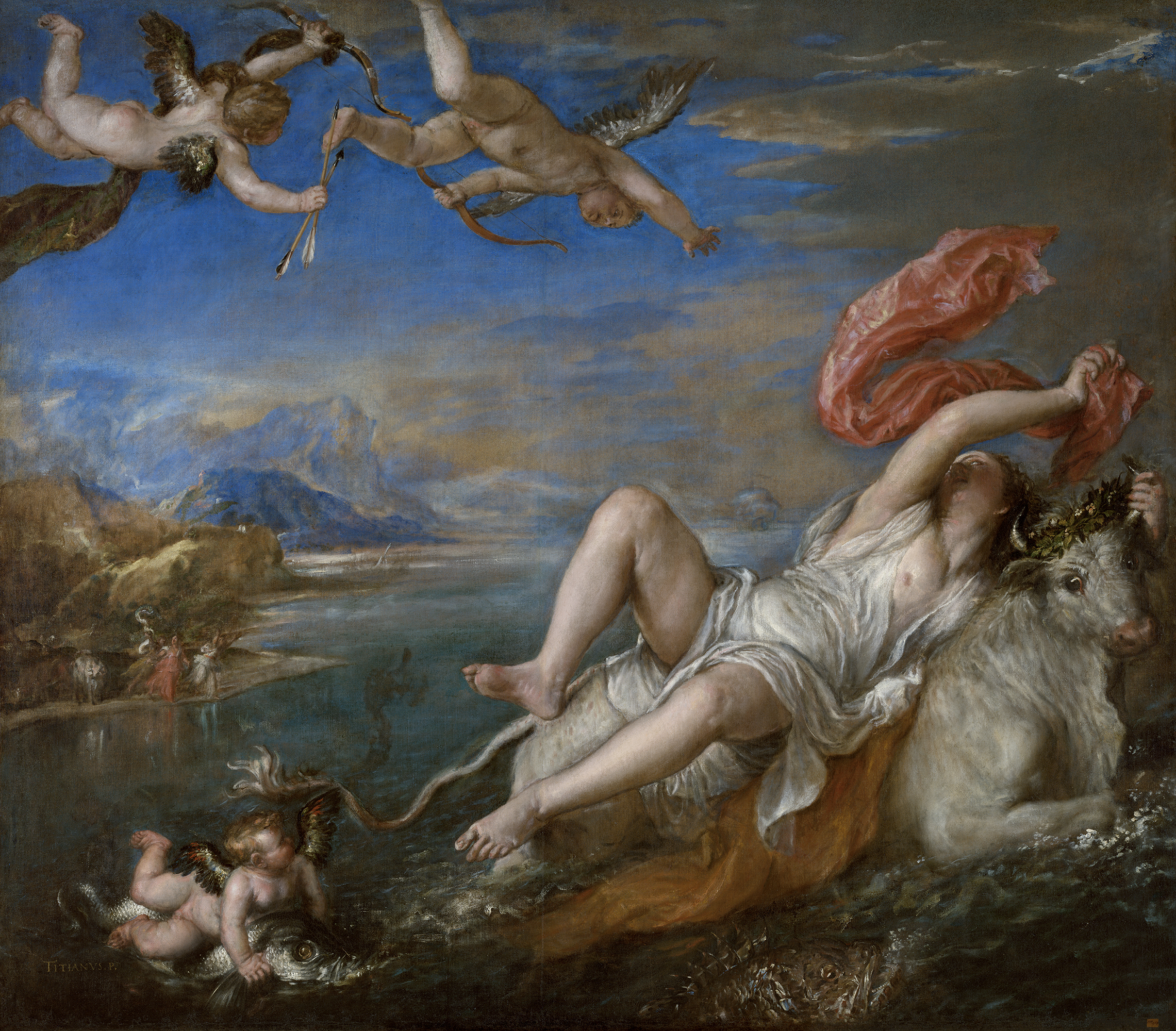
ティツィアーノ・ヴェチェッリオ『エウロペの略奪』1559年-1562年 イザベラ・スチュアート・ガードナー美術館所蔵
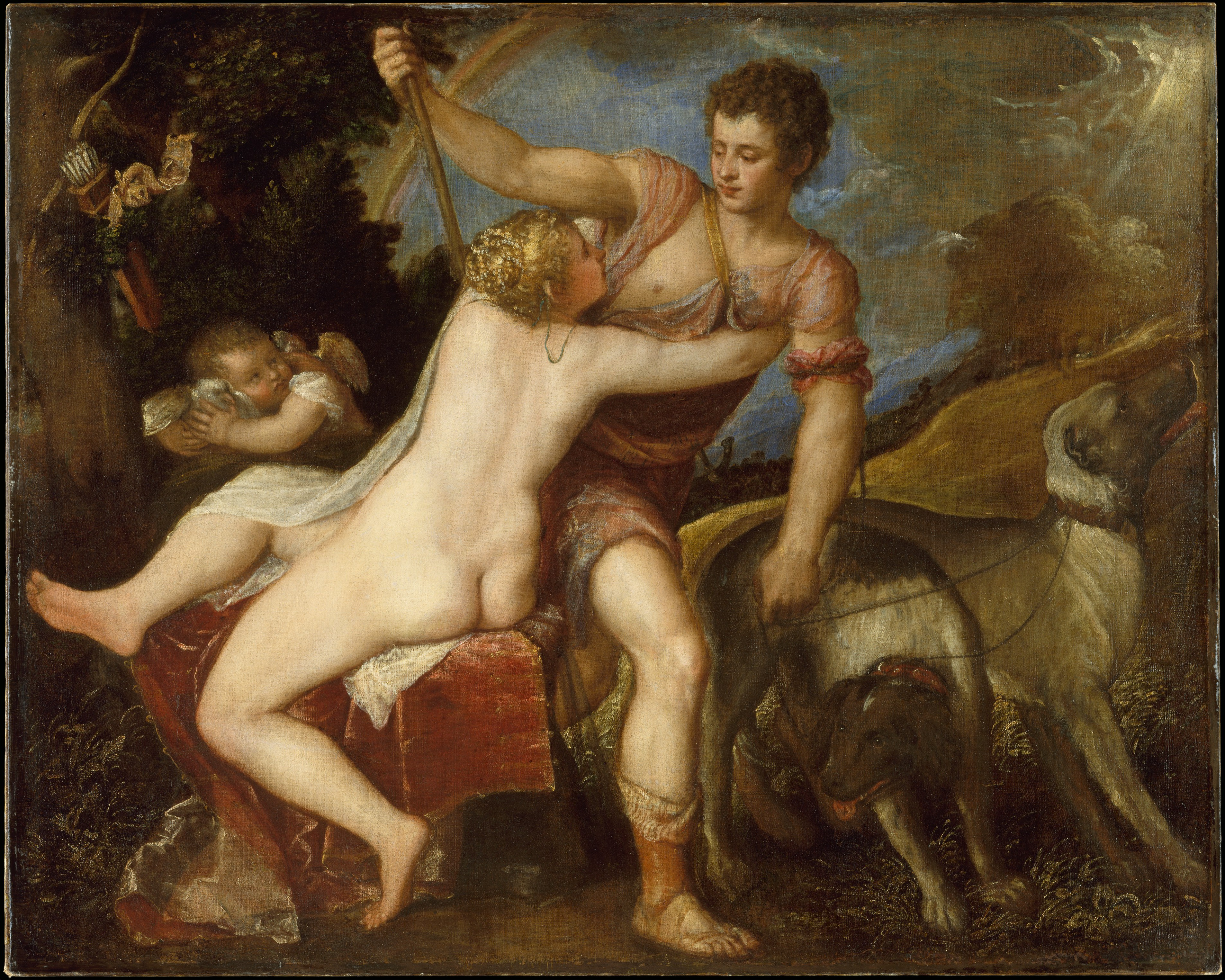
ティツィアーノ・ヴェチェッリオ『ヴィーナスとアドニス』1560年頃 メトロポリタン美術館所蔵
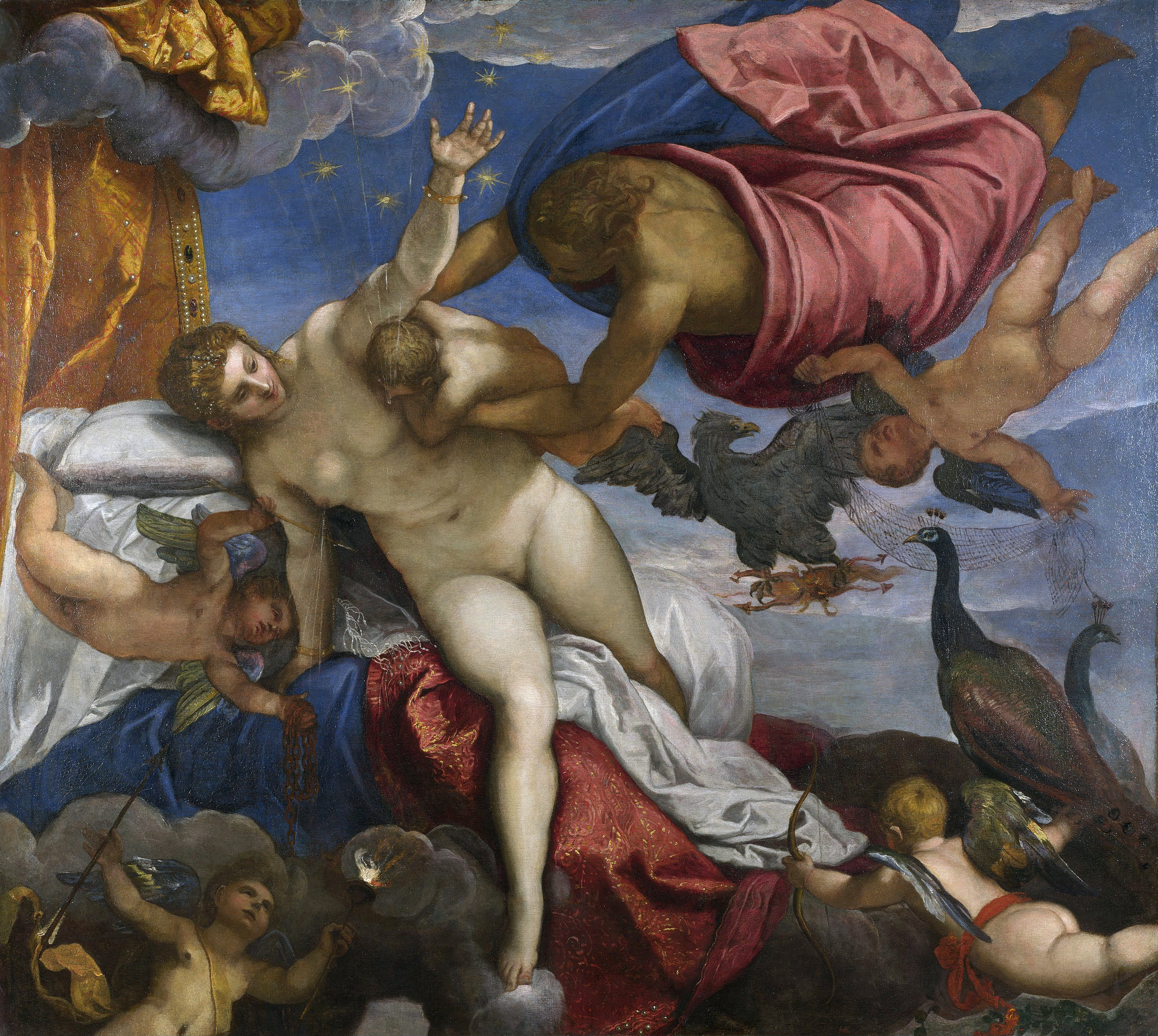
ティントレット『天の川の起源』1575年から1580年頃 ロンドン・ナショナル・ギャラリー所蔵
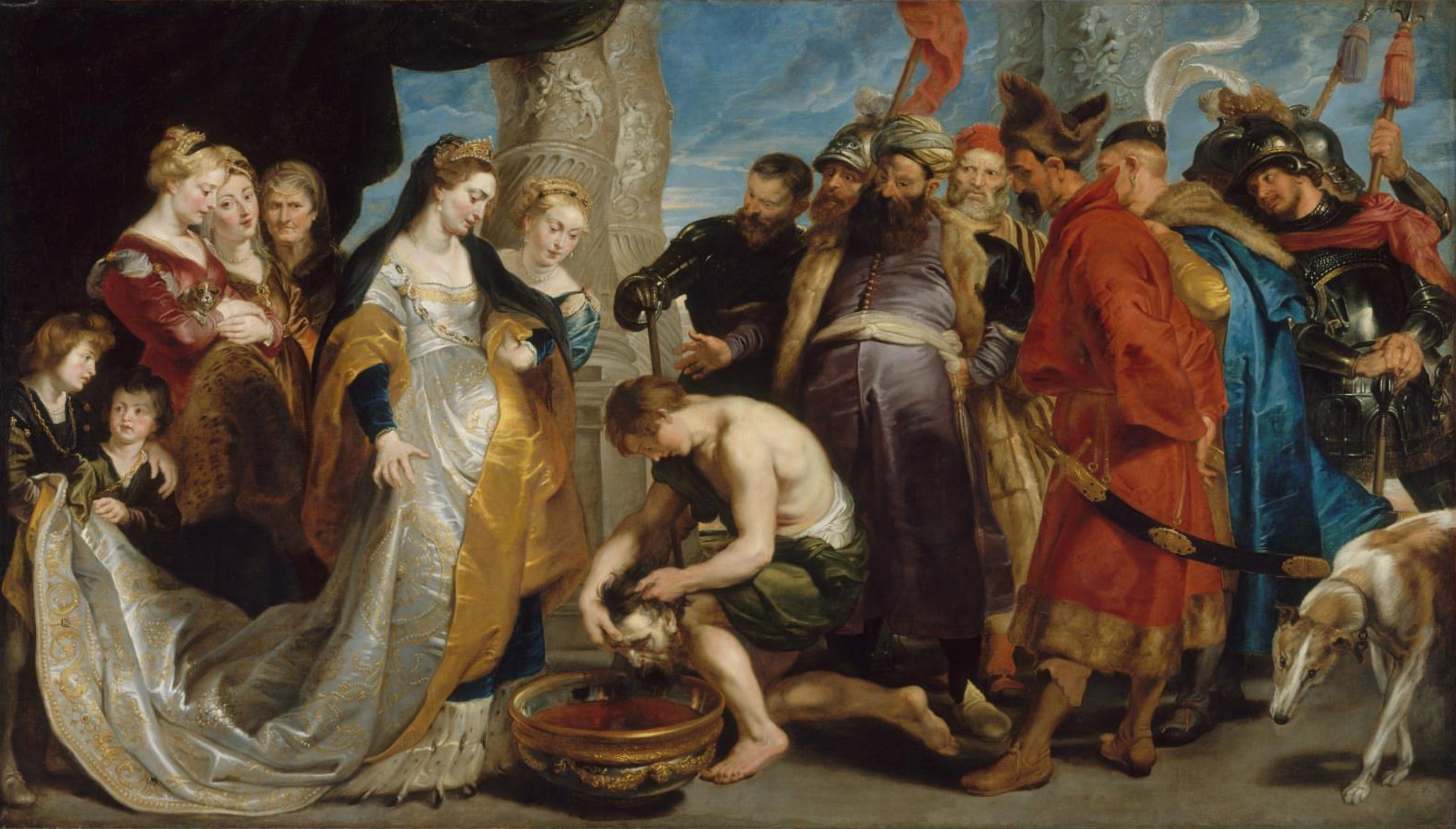
ピーテル・パウル・ルーベンス『女王トミュリスにもたらされたキュロスの生首』1622年頃から1623年頃の間 ボストン美術館所蔵